# 金正順
金 正順（キム・ジョンスン、朝鮮語: 김정순）は、朝鮮民主主義人民共和国の女性政治家。朝鮮労働党中央委員会委員候補。最高人民会議常任委員会委員、朝鮮民主女性同盟中央委員会委員長などを歴任。

## 経歴
出生地や生年月日は不明。2014年2月に朝鮮民主女性同盟中央委員会委員長に選出され、同年4月に最高人民会議常任委員会委員に選出された。2016年5月6日に開催された朝鮮労働党第7次大会で、朝鮮労働党中央委員会委員候補に選出された。同年7月には朝鮮半島の平和と自主統一のための北、南、海外の諸政党、団体、個別人士の連席会議北側準備委員会副委員長に就任した。同年11月18日に開催された朝鮮民主女性同盟女性同盟第6回大会で、朝鮮社会主義女性同盟への改称が採択され、11月22日に金正恩委員長と記念撮影を行った。2017年2月に朝鮮社会主義女性同盟中央委員会委員長を解任された。

## 参考サイト
북한정보포털
| 先代盧成実 | 朝鮮民主女性同盟中央委員会委員長2014年 - 2017年 | 次代張春実 |